# أذينة (نبات)
الأذينة[بحاجة لمصدر] أو السراجية أو العَيْزَارة جنس نباتي يتبع الفصيلة الشفوية (باللاتينية: Lamiaceae). يضم هذا الجنس حوالي 100 نوع.

## الموئل والانتشار
موطن أنواع هذا الجنس حوض البحر الأبيض المتوسط ووسط آسيا وصولاً إلى الصين.

## من أنواعهاالواطنةفيالوطن العربي
- الأذينة الأرجوانية (باللاتينية: Phlomis purpurea) في المغرب العربي وإيبيريا
- أذينة الأطلس الصحراوي (باللاتينية: Phlomis antiatlantica) في المغرب العربي
- الأذينة الإهدنية (باللاتينية: Phlomis tathamiorum) في الشام
- أذينة بروغيير (باللاتينية: Phlomis bruguieri) في الشام وتركيا
- الأذينة البليارية (باللاتينية: Phlomis italica)
- أذينة بوفي (باللاتينية: Phlomis bovei) في المغرب العربي
- الأذينة الخشنة (باللاتينية: Phlomis rigida) في الشام وتركيا
- الأذينة الدبقة (باللاتينية: Phlomis viscosa) في الشام وتركيا
- الأذينة الذهبية (باللاتينية: Phlomis aurea) في سيناء
- الأذينة ذهبية الأوراق (باللاتينية: Phlomis chrysophylla) في الشام
- الأذينة السورية (باللاتينية: Phlomis syriaca) في الشام وتركيا
- الأذينة طويلة الأوراق (باللاتينية: Phlomis longifolia) في الشام وقبرص وتركيا
- الأذينة الظلية (باللاتينية: Phlomis umbrosa)
- أذينة عشبية ريحية (باللاتينية: Phlomis herba-venti) في الشام والمغرب العربي
- أذينة عشبية ريحية (نويع الشائكة) (باللاتينية: Phlomis herba-venti subsp. pungens)
- الأذينة العنابية (باللاتينية: Phlomis ferruginea) في المغرب العربي وإيبيريا
- الأذينة العهنية (باللاتينية: Phlomis floccosa) في المغرب العربي ومصر
- الأذينة الفارسية (باللاتينية: Phlomis persica)
- الأذينة قصيرة الأسنان (باللاتينية: Phlomis brachyodon) في الشام
- الأذينة قصيرة الأوعية (باللاتينية: Phlomis brevilabris) في الشام
- الأذينة الكردية (باللاتينية: Phlomis kurdica) في الشام وتركيا
- أذينة كوتشي (باللاتينية: Phlomis kotschyana) في الشام وتركيا
- الأذينة المذنّبة (باللاتينية: Phlomis crinita) في المغرب العربي وإسبانيا
- الأذينة مسطحة السقف (باللاتينية: Phlomis platystegia) في الشام
- الأذينة الهلبية (باللاتينية: Phlomis setigera)

## من أنواعها الأخرى
- الأذينة الأرمنية (باللاتينية: Phlomis armeniaca) في تركيا
- الأذينة الألبية (باللاتينية: Phlomis alpina)
- الأذينة الأناضولية (باللاتينية: Phlomis russeliana)
- أذينة إيشيل (باللاتينية: Phlomis isiliae) في تركيا
- الأذينة الجَنَبية (باللاتينية: Phlomis fruticosa) في القوقاز وشمال حوض المتوسط
- الأذينة الخطية (باللاتينية: Phlomis linearis) في تركيا
- الأذينة الدرنية (باللاتينية: Phlomis tuberosa) في معظم مناطق شرق أوروبا
- الأذينة الرمحية (باللاتينية: Phlomis lanceolata) تركيا
- الأذينة السيحونية (باللاتينية: Phlomis sieheana) تركيا
- أذينة كبيرة الأزهار (باللاتينية: Phlomis grandiflora) في تركيا
- الأذينة الكشميرية (باللاتينية: Phlomis cashmeriana)
- الأذينة اللزجة (باللاتينية: Phlomis lychnitis) في جنوب غرب أوروبا
- الأذينة متقابلة الأزهار (باللاتينية: Phlomis oppositiflora) في تركيا
- الأذينة المتناوبة (باللاتينية: Phlomis rotata) في جنوب غرب الصين وبوتان ونيبال
- الأذينة المرجية (باللاتينية: Phlomis pratensis)
- الأذينة المشرقية (باللاتينية: Phlomis orientalis) في جنوب القوقاز
- الأذينة هلالية الأوراق (باللاتينية: Phlomis lunariifolia) في قبرص وتركيا